# Dropdead
Dropdead est un groupe de punk hardcore américain, originaire de Providence, en Rhode Island. Formé en 1991, le groupe évolue dans un style mélangeant crustcore, d-beat, powerviolence et thrashcore. Ils sont influencés par des groupes tels que Siege, Gauze, MOB 47, SOB, et Anticimex.

## Biographie
Dropdead est formé en 1991. Il très influent pour les différents mouvements musicaux comme le crustcore, le hardcore et le grindcore[réf. nécessaire]. L'intensité, la vitesse et la durée qui ne dépasse pas une minute caractérisent leurs morceaux, dans lesquels ils utilisent le blast beat et une basse overdrive. De nombreux groupes reprendront des titres de Dropdead tels que Nasum et Poisoned Skrotum. Par ailleurs, Ben Barnett formera Armageddon Records, un label qui s'occupe de la production et du merchandising.
Le groupe fait une pause entre mars 2005 et septembre 2006, puis se remet à faire des concerts un peu partout aux États-Unis.[réf. nécessaire] En avril 2011, un split avec Converge est annoncé. Il comprendra deux chansons de chaque groupe. Les chansons sont enregistrées aux studios Kurt Ballou's Godcity au début de 2011, et masterisées par John Golden (Neurosis, Melvins).
En 2015, ils participent à la tournée Obscene Extreme America 2015, organisé du 20 au 23 août au Trh Bar, Theatre Telus, et aux Katakombes à Montréal, au Québec, Canada. En octobre 2015, ils jouent Southwest Terror Fest 2015 du 15 au 18 août à Tucson, au Texas. En février 2016, le groupe jouera avec Magrudergrind et Yautja pendant une tournée sur la côte ouest américaine en mai la même année

## Membres

### Membres actuels
- Bob Otis – chant
- Ben Barnett – guitare
- Brian Mastrobuono – batterie
- George Radford – basse

### Anciens membres
- Devon Cahill – basse
- Lee Mastrobuono – basse

## Discographie
- S/T (7")
- 1993 S/T
- 1993 : Dropdead/Crossed Out
- 1993 : Dropdead/Rupture (split 8")
- 1994 : Discography
- 1996 : Hostile (7")
- 2002 : Dropdead/Totalitär (split 7" ou CD-EP)
- 2003 : Dropdead/Unholy Grave (split 7")
- 2003 : S/T (live 1998)
- 2004 : Dropdead/Look Back and Laugh (split 7")
- 2011 : split avec Converge